# Keane Lewis-Potter
Keane Lewis-Potter, né le 22 février 2001 à Kingston upon Hull en Angleterre, est un footballeur anglais qui évolue au poste d'arrière gauche ou d'ailier gauche au Brentford FC.

## Biographie

### En club
Né à Kingston upon Hull en Angleterre, Keane Lewis-Potter est formé par le club de sa ville natale, Hull City. Il fait ses débuts en professionnel le 6 janvier 2019, à l'occasion d'un match de coupe d'Angleterre contre le Millwall FC. Il entre en jeu à la place de Nouha Dicko et son équipe s'incline par deux buts à un.
Il fait sa première apparition en championnat le 9 novembre 2019, contre West Bromwich Albion. Il entre en jeu à la place de Leonardo Da Silva Lopes lors de cette rencontre perdue par son équipe (0-1 score final),.
Lors de la saison 2020-2021, il se met en évidence en inscrivant 13 buts en League One (troisième division). Il est notamment l'auteur d'un doublé lors de la réception d'Oxford United, permettant à son équipe de l'emporter 2-0.
Le 18 janvier 2021, Lewis-Potter prolonge son contrat avec Hull City jusqu'en juin 2023. Cette même année il participe à la remontée du club en deuxième division, le club validant son accession au niveau supérieur après une victoire contre le Lincoln City FC le 24 avril 2021 (1-2 score final),.
Le 12 juillet 2022, Keane Lewis-Potter rejoint le Brentford FC. Il s'engage pour un contrat courant jusqu'en juin 2028,.
Lewis-Potter marque son premier but en Premier League le 17 décembre 2023, contre Aston Villa. Titularisé, il ouvre le score, mais son équipe est battue par deux buts à un,.

### En sélection
En mars 2022, Keane Lewis-Potter est convoqué pour la première fois avec l'équipe d'Angleterre espoirs. Il joue son premier match avec les espoirs lors de ce rassemblement le 29 mars 2022, contre l'Albanie. Il entre en jeu et son équipe s'impose par trois buts à zéro,.

## Palmarès

### En club
- Hull City
  - Champion d'Angleterre de D3 en 2021.